# Campionati del mondo di atletica leggera indoor 2018 - Pentathlon
La gara del pentathlon si è tenuta il 2 marzo 2018. Hanno partecipato alla gara 12 atlete.
La IAAF ha deciso le partecipanti, invitando a partecipare le dodici donne secondo questi criteri:
- - Il vincitore del Combined Events Challenge 2017;
  - I cinque migliori atleti provenienti dalle classifiche outdoor 2017 (al 31 dicembre 2017), con un massimo di un atleta per Paese;
  - I cinque migliori atleti provenienti dalle classifiche indoor 2018 (al 12 febbraio 2018);
  - Un atleta scelto a discrezione della IAAF.

## Risultati

### 60 metri ostacoli
La gara è cominciata alle 10.18
| Rank | Heat | Name                      | Nationality   | Time | Points | Notes |
| ---- | ---- | ------------------------- | ------------- | ---- | ------ | ----- |
| 1    | 2    | Erica Bougard             | Stati Uniti   | 8.07 | 1113   |       |
| 2    | 2    | Kendell Williams          | Stati Uniti   | 8.08 | 1111   | SB    |
| 3    | 2    | Kateřina Cachová          | Rep. Ceca     | 8.20 | 1084   |       |
| 4    | 2    | Antoinette Nana Djimou    | Francia       | 8.29 | 1064   | SB    |
| 5    | 1    | Ivona Dadic               | Austria       | 8.32 | 1057   | PB    |
| 6    | 2    | Katarina Johnson-Thompson | Gran Bretagna | 8.36 | 1048   | SB    |
| 7    | 2    | Xénia Krizsán             | Ungheria      | 8.38 | 1044   | SB    |
| 8    | 1    | Lecabela Quaresma         | Portogallo    | 8.51 | 1015   | SB    |
| 9    | 1    | Caroline Agnou            | Svizzera      | 8.56 | 1004   |       |
| 10   | 1    | Yorgelis Rodríguez        | Cuba          | 8.57 | 1002   | PB    |
| 11   | 1    | Eliška Klučinová          | Rep. Ceca     | 8.65 | 984    |       |
| 12   | 1    | Alina Shukh               | Ucraina       | 8.85 | 941    | PB    |

### Salto in alto
La gara è cominciata alle 11:54.
| Rank | Group | Athlete                   | Nationality   | 1.64 | 1.67 | 1.70 | 1.73 | 1.76 | 1.79 | 1.82 | 1.85 | 1.88 | 1.91 | 1.94 | Result | Points | Notes | Total |
| ---- | ----- | ------------------------- | ------------- | ---- | ---- | ---- | ---- | ---- | ---- | ---- | ---- | ---- | ---- | ---- | ------ | ------ | ----- | ----- |
| 1    | A     | Katarina Johnson-Thompson | Gran Bretagna | –    | –    | –    | –    | –    | –    | o    | o    | xo   | xo   | xxx  | 1.91   | 1119   |       | 2167  |
| 2    | A     | Yorgelis Rodríguez        | Cuba          | –    | –    | –    | –    | o    | o    | o    | o    | xo   | xxx  |      | 1.88   | 1080   | PB    | 2082  |
| 3    | A     | Erica Bougard             | Stati Uniti   | –    | –    | –    | o    | –    | o    | o    | xo   | xxx  |      |      | 1.85   | 1041   |       | 2154  |
| 4    | A     | Eliška Klučinová          | Rep. Ceca     | –    | –    | o    | o    | o    | o    | o    | xxx  |      |      |      | 1.82   | 1003   |       | 1987  |
| 5    | A     | Alina Shukh               | Ucraina       | –    | –    | –    | o    | xo   | xo   | o    | xxx  |      |      |      | 1.82   | 1003   |       | 1944  |
| 6    | A     | Ivona Dadic               | Austria       | –    | o    | o    | o    | xo   | xo   | xxo  | xxx  |      |      |      | 1.82   | 1003   | SB    | 2060  |
| 6    | B     | Xénia Krizsán             | Ungheria      | o    | –    | o    | o    | o    | xxo  | xxo  | xxx  |      |      |      | 1.82   | 1003   | PB    | 2047  |
| 8    | B     | Kendell Williams          | Stati Uniti   | –    | o    | o    | o    | xo   | xxx  |      |      |      |      |      | 1.76   | 928    |       | 2039  |
| 9    | B     | Lecabela Quaresma         | Portogallo    | o    | o    | o    | xxo  | xo   | xxx  |      |      |      |      |      | 1.76   | 928    | SB    | 1943  |
| 10   | B     | Caroline Agnou            | Svizzera      | o    | o    | xo   | xo   | xxx  |      |      |      |      |      |      | 1.73   | 891    |       | 1895  |
| 11   | B     | Kateřina Cachová          | Rep. Ceca     | xxo  | o    | o    | xxx  |      |      |      |      |      |      |      | 1.70   | 855    |       | 1939  |
| 12   | B     | Antoinette Nana Djimou    | Francia       | o    | o    | xo   | xxx  |      |      |      |      |      |      |      | 1.70   | 855    |       | 1919  |

### Getto del peso
La gara è iniziata alle 13:29.
| Rank | Athlete                   | Nationality   | #1    | #2    | #3    | Result | Points | Notes | Total |
| ---- | ------------------------- | ------------- | ----- | ----- | ----- | ------ | ------ | ----- | ----- |
| 1    | Antoinette Nana Djimou    | Francia       | x     | 15.52 | 14.21 | 15.52  | 896    | PB    | 2815  |
| 2    | Caroline Agnou            | Svizzera      | 13.76 | 14.18 | 14.92 | 14.92  | 856    | PB    | 2751  |
| 3    | Eliška Klučinová          | Rep. Ceca     | 14.56 | 14.28 | 14.76 | 14.76  | 845    | SB    | 2832  |
| 4    | Ivona Dadic               | Austria       | 14.27 | 13.77 | 14.05 | 14.27  | 812    | SB    | 2872  |
| 5    | Yorgelis Rodríguez        | Cuba          | x     | 13.90 | 14.15 | 14.15  | 804    | SB    | 2886  |
| 6    | Lecabela Quaresma         | Portogallo    | 13.85 | 13.44 | 14.12 | 14.12  | 802    | SB    | 2745  |
| 7    | Alina Shukh               | Ucraina       | 14.08 | 13.73 | x     | 14.08  | 799    | SB    | 2743  |
| 8    | Xénia Krizsán             | Ungheria      | 13.88 | 13.50 | 13.40 | 13.88  | 786    |       | 2833  |
| 9    | Katarina Johnson-Thompson | Gran Bretagna | 12.68 | 12.00 | 11.99 | 12.68  | 706    | PB    | 2873  |
| 10   | Erica Bougard             | Stati Uniti   | 11.89 | 11.85 | 12.31 | 12.31  | 682    |       | 2836  |
| 11   | Kateřina Cachová          | Rep. Ceca     | 11.17 | 12.07 | 12.18 | 12.18  | 673    |       | 2612  |
| 12   | Kendell Williams          | Stati Uniti   | x     | 11.58 | 12.13 | 12.13  | 670    |       | 2709  |

### Salto in lungo
La gara è iniziata alle 18:00
| Rank | Athlete                   | Nationality   | #1   | #2   | #3   | Result | Points | Notes | Total |
| ---- | ------------------------- | ------------- | ---- | ---- | ---- | ------ | ------ | ----- | ----- |
| 1    | Katarina Johnson-Thompson | Gran Bretagna | 6.50 | 6.43 | 6.50 | 6.50   | 1007   |       | 3880  |
| 2    | Ivona Dadic               | Austria       | 6.29 | 6.29 | 6.40 | 6.40   | 975    | SB    | 3847  |
| 3    | Kendell Williams          | Stati Uniti   | 6.14 | 6.30 | 6.21 | 6.30   | 943    |       | 3652  |
| 4    | Eliška Klučinová          | Rep. Ceca     | 6.02 | 6.20 | 5.88 | 6.20   | 912    |       | 3744  |
| 5    | Erica Bougard             | Stati Uniti   | x    | 6.06 | 6.18 | 6.18   | 905    |       | 3741  |
| 6    | Yorgelis Rodríguez        | Cuba          | x    | 6.15 | x    | 6.15   | 896    |       | 3782  |
| 7    | Antoinette Nana Djimou    | Francia       | 6.04 | 6.11 | 6.13 | 6.13   | 890    |       | 3705  |
| 8    | Alina Shukh               | Ucraina       | 5.75 | x    | 6.09 | 6.09   | 877    |       | 3620  |
| 9    | Xénia Krizsán             | Ungheria      | x    | 6.09 | x    | 6.09   | 877    |       | 3620  |
| 10   | Lecabela Quaresma         | Portogallo    | 6.01 | x    | x    | 6.01   | 853    | SB    | 3598  |
| 11   | Caroline Agnou            | Svizzera      | 5.67 | 5.87 | 5.96 | 5.96   | 837    |       | 3588  |
| 12   | Kateřina Cachová          | Rep. Ceca     | x    | 5.80 | 5.94 | 5.94   | 831    |       | 3443  |

### 800 metri piani
La gara è cominciata alle 20:18
| Rank | Name                      | Nationality   | Time    | Points | Notes |
| ---- | ------------------------- | ------------- | ------- | ------ | ----- |
| 1    | Katarina Johnson-Thompson | Gran Bretagna | 2:16.63 | 870    |       |
| 2    | Yorgelis Rodríguez        | Cuba          | 2:17.70 | 855    |       |
| 3    | Ivona Dadic               | Austria       | 2:17.82 | 853    |       |
| 4    | Xénia Krizsán             | Ungheria      | 2:18.12 | 849    |       |
| 5    | Alina Shukh               | Ucraina       | 2:18.36 | 846    |       |
| 6    | Kateřina Cachová          | Rep. Ceca     | 2:18.90 | 839    |       |
| 7    | Eliška Klučinová          | Rep. Ceca     | 2:19.16 | 835    |       |
| 8    | Erica Bougard             | Stati Uniti   | 2:19.51 | 830    |       |
| 9    | Lecabela Quaresma         | Portogallo    | 2:19.85 | 826    |       |
| 10   | Caroline Agnou            | Svizzera      | 2:21.08 | 809    |       |
| 11   | Kendell Williams          | Stati Uniti   | 2:24.60 | 762    |       |
| -    | Antoinette Nana Djimou    | Francia       | DNF     | 0      |       |

## Classifica finale
In Giallo è evidenziata la migliore prestazione della gara
| Pos. | Atleta                    | Nazione       | 60m H | SA   | GP    | SIL  | 800m    | Punti | Note |
| ---- | ------------------------- | ------------- | ----- | ---- | ----- | ---- | ------- | ----- | ---- |
| 1    | Katarina Johnson-Thompson | Gran Bretagna | 8.36  | 1.91 | 12.68 | 6.50 | 2:16.63 | 4750  | SB   |
| 2    | Ivona Dadic               | Austria       | 8.32  | 1.82 | 14.27 | 6.40 | 2:17.82 | 4700  | SB   |
| 3    | Yorgelis Rodríguez        | Cuba          | 8.57  | 1.88 | 14.15 | 6.15 | 2:17.70 | 4637  | NR   |
| 4    | Eliška Klučinová          | Rep. Ceca     | 8.65  | 1.82 | 14.76 | 6.20 | 2:19.16 | 4579  |      |
| 5    | Erica Bougard             | Stati Uniti   | 8.07  | 1.85 | 12.31 | 6.18 | 2:19.51 | 4571  |      |
| 6    | Xénia Krizsán             | Ungheria      | 8.38  | 1.82 | 13.88 | 6.09 | 2:18.12 | 4559  |      |
| 7    | Alina Shukh               | Ucraina       | 8.85  | 1.82 | 14.08 | 6.09 | 2:18.36 | 4466  |      |
| 8    | Lecabela Quaresma         | Portogallo    | 8.51  | 1.76 | 14.12 | 6.01 | 2:19.85 | 4424  | SB   |
| 9    | Kendell Williams          | Stati Uniti   | 8.08  | 1.76 | 12.13 | 6.30 | 2:24.60 | 4414  |      |
| 10   | Caroline Agnou            | Svizzera      | 8.56  | 1.73 | 14.92 | 5.96 | 2:21.08 | 4397  |      |
| 11   | Kateřina Cachová          | Rep. Ceca     | 8.20  | 1.70 | 12.18 | 5.94 | 2:18.90 | 4282  |      |
| 12   | Antoinette Nana Djimou    | Francia       | 8.29  | 1.70 | 15.52 | 6.13 | DNF     | 3705  |      |

## Legenda
| X   | Nullo                       |
| -   | Passo                       |
| O   | Tentativo Riuscito          |
| DNF | Ritirato                    |
| WR  | Record del Mondo            |
| WL  | Miglior prestazione Annuale |
| CR  | Record Dei Campionati       |
| AIR | Record di Area Indoor       |
| NR  | Record Nazionale            |
| PB  | Record Personale            |
| SB  | Record Stagionale           |